# Marie-Chantal Long
Marie-Chantal Long, född 27 april 1956 i Marrakech, är en fransk-svensk skådespelare och författare. Hon flyttade till Sverige 1980 och har ägnat sig åt teater och dans samt medverkat i några filmer. Hon har bland annat spelat Philips mamma i TV-serien Ebba och Didrik.
År 2015 vann hon Barnens romanpris för Den blomstertid nu kommer vilket var hennes elfte bok.